# 101
Cette page concerne l'année 101  du calendrier julien. Pour l'année 101 av. J.-C., voir 101 av. J.-C. Pour le nombre 101, voir 101 (nombre).
L'année 101 est une année commune qui commence un vendredi.

## Événements
- 25 mars : les troupes de Trajan quittent Rome, traversent le Danube sur deux ponts de bateaux et entrent dans le Banat au printemps[1]. Trajan doit se porter au secours des troupes de Mésie inférieure attaquées par les Daces et leurs alliés.

- Automne : Trajan est vainqueur à la bataille de Tapae, sur la Bistra, en Dobroudja méridionale. La rencontre n’est pas décisive[1].

## Naissances en 101
- Hérode Atticus, rhéteur grec (mort en 176).

## Décès en 101
- Silius Italicus, poète latin (né en 25).
- Larcius Macedo (de), sénateur romain assassiné par certains de ses esclaves[2].